# Зайцев, Леонид Иванович
Леонид Иванович Зайцев — советский хозяйственный, государственный и политический деятель.

## Биография
Родился в 1918 году в деревне Вацково. Член КПСС с 1939 года.
Участник Великой Отечественной войны. С 1947 года — на хозяйственной, общественной и политической работе. В 1947—1978 гг. — старший агроном треста молочных совхозов Челябинской области, инструктор сельскохозяйственного отдела Челябинского обкома ВКП(б), 1-й секретарь Красноармейского райкома КПСС, заведующий сельскохозяйственным отделом Челябинского обкома КПСС, заместитель председателя исполкома Челябинского областного Совета депутатов трудящихся, заведующий Группой по районам северного Кавказа Совета Министров РСФСР, заместитель заведующего отделом сельского хозяйства Совета Министров РСФСР, председатель исполкома Ярославского /сельского/ областного Совета депутатов трудящихся, в Министерстве сельского хозяйства СССР.
Избирался депутатом Верховного Совета РСФСР 6-го созыва.
Умер после 1985 года.